# Потон (герцог Брешиа)
Потон (итал. Potone; казнён 5 октября 774, Брешиа) — легендарный последний лангобардский герцог Брешиа (до 774 года).

## Биография
Единственный нарративный источник, подробно описывающий деятельность Потона — «История», долгое время приписывавшаяся жившему в XI веке нотарию Родольфо. Однако в настоящее время считается, что это сочинение является позднейшей подделкой, созданной историком Джанмария Биемми. Хотя тот в своей работе использовал средневековые документы из архивов города Брешиа, бо́льшая часть содержащихся в этом источнике сведений считается малодостоверной.
Согласно «Истории» Родольфо, Потон был выходцем из знатного лангобардского рода, представители которого жили в Брешиа. Его дедом был Эрменульф, отцом — Малогерий, братьями — епископ Брешиа Ансоальд и Какон, а дядей по отцу — король Дезидерий. О родственных связях Потона и его братьев с Дезидерием сообщается только в сочинении Рудольфо. Однако само известие о Брешиа как родном городе последнего короля лангобардов, скорее всего, верно.
Не сохранилось сведений о том, когда Потон стал герцогом Брешиа. Предполагается, что предыдущим властителем герцогства был Адельхиз, сын короля Дезидерия, владевший Брешиа до своего провозглашения в 759 году соправителем отца. Согласно «Истории» Родольфо, Потон уже был правителем Брешиа в 773 году, когда началась война между лангобардами и франками.
В «Истории» Родольфо сообщается, что после того как в результате семимесячной осады Павии король Дезидерий в июне 774 года сдался Карлу Великому, единственным крупным городом Лангобардского королевства, оказавшим сопротивление франкам, была Брешиа. Лидерами сопротивления были местный герцог Потон и его брат епископ Ансоальд. Заручившись поддержкой городской знати, Потон провозгласил себя князем Брешиа. Он заключил антифранкский союз с несколькими лангобардскими владетелями (герцогом Бергамо Фулкорином, герцогом Виченцы Гайдо и герцогом Фриуля Ротгаудом), получив от них пятьсот воинов и тысячу слуг для усиления гарнизона Брешиа. На усмирение восстания Карл Великий направил своего приближённого Исмонда. Тот, желая склонить мятежников к миру, дважды направлял к Потону и Ансоальду посольства (одно из них возглавлял Ансельм Нонантолский) с требованием полного подчинения власти короля франков. Однако восставшие отвергли все предложения Исмонда. В ответ франки опустошили окрестности Брешиа: завоеватели сожгли бо́льшую часть селений, убили многих местных жителей, а оставшихся отправили под стражей во Франкское государство. Только после этого под давлением городской знати Потон согласился выполнить требования Исмонда при условии, что жизни и имущество горожан будут в неприкосновенности. Исмонд поклялся соблюдать эти условия мира, и 5 октября франкское войско было впущено в Брешиа. Однако Исмонд в тот же день отказался от всех своих обещаний, и по его приказу Потон и пятьдесят знатных горожан были казнены. Возможно, что среди казнённых был и епископ Ансоальд.
В сочинении Родольфо сообщается, что после сдачи Брешиа король Карл Великий назначил Исмонда новым правителем города. Однако в действительности первым франком, названным в современных ему документах графом Брешиа, был Суппо I, упоминавшийся с этим титулом в 814 или 817 году. В то же время, содержащееся в хронике Родольфо свидетельство о том, что преемником Ансоальда на епископской кафедре был Куниперт, подтверждается несколькими средневековыми источниками.